# Iaret (18e dynastie)
Iaret (15e eeuw v.Chr.) was een koningin van de 18e dynastie van Egypte die regeerde in het Nieuwe Rijk aan de zijde van koning (farao) Thoetmosis IV.

## Genealogie
laret was de dochter van Amunhotep II en gemalin van Thoetmosis IV. De transcriptie van haar naam is onzeker. Hij wordt met een enkele cobra geschreven, wat meerdere lezingen mogelijk maakt. Voor zover bekend waren er geen kinderen van koningin Iaret.

## Levensloop
Iaret was de tweede Grote koninklijke vrouwe van het bewind van Toetmosis IV. Koningin Nefertari wordt op inscripties afgebeeld die uit een vroegere tijd van deze bewindsperiode dateren. Een andere hofdame, Moetemwia genaamd, gold als moeder van de erfgenaam van de troon.
Iaret wordt afgebeeld op een stele uit het jaar 7 van Thoetmosis IV van Konosso. Deze stele beeldt Toetmosis af terwijl hij vijanden verslaat voor de Nubische goden Dedwen en Ha. Koningin Iaret staat rechtop staand achter hem afgebeeld.
De naam van Iaret is ook bekend van inscripties van de turquoisemijnen in Serabit el-Khadim in de Sinai daterend uit datzelfde jaar.
Wanneer Iaret stierf of waar ze werd begraven is niet geweten.
De vorige Egyptische koningin was mogelijk Nefertari. Opvolgster van Iaret, was mogelijk Tenettepihu of Moetemwia.

## Titels
Van Iaret zijn als koninginnentitels bekend:
- Koninklijke dochter (s3t-niswt)
- Grote koninklijke dochter (s3t-niswt-wrt)
- Koninklijke zuster (snt-niswt)
- Grote koninklijke vrouwe (hmt-niswt-wrt).

## Galerij

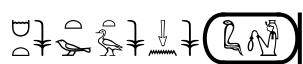
Een inscriptie van Iaret: "De Grote Koninklijke Vrouwe, De Koninklijke Dochter, De Koninklijke zuster, Iaret"
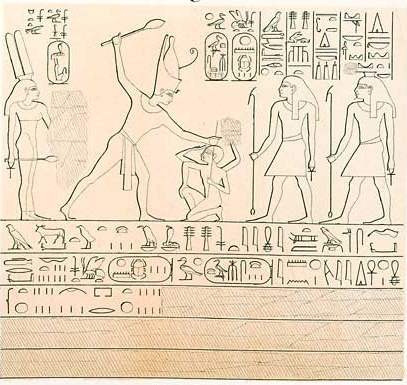
Stele uit het jaar 7 van Thoetmosis IV van Konosso